# Johan Sigismund av Brandenburg
Johan Sigismund av Brandenburg, tyska: Johann Sigismund von Brandenburg, född 8 november 1572 i Halle an der Saale, död 23 december 1619 (g.s.) / 2 januari 1620 (n.s.) i Berlin, var kurfurste och markgreve av Brandenburg från 1608 till sin död. Från 1608 var han administrator för hertigdömet Preussen, från 1612 medregerande hertig och efter 1618 ensam hertig av Preussen.

## Biografi

### Uppväxt och tid som arvfurste
Johan Sigismund var son till Joakim Fredrik av Brandenburg (1546–1608) och dennes hustru Katarina av Brandenburg-Küstrin. Fadern Joakim Fredrik var administrator i ärkebiskopsdömet Magdeburg och kurprins av Brandenburg. Johan Sigismund uppfostrades vid faderns hov i Wolmirstedt och sin farfar kurfursten Johan Georgs hov i Berlin-Cölln och fick en luthersk uppfostran. 1588–1589 gjorde han en bildningsresa i Europa och återvände därefter till faderns hov.
Han gifte sig 1594 med Anna av Preussen, dotter till hertig Albrekt Fredrik av Preussen och Maria Eleonora av Jülich-Kleve-Berg. Paret bodde därefter på Zechlins slott nära Rheinsberg. Äktenskapet ska inledningsvis ha varit lyckligt men med åren blivit konfliktfyllt, och Johan Sigismund drog sig ofta undan regeringsaffärerna för att ägna sig åt jakt och dryckenskap.
Från faderns tillträde som kurfurste 1598 var Johan Sigismund kurprins av Brandenburg.

### Kurfurste av Brandenburg
Johan Sigismund blev kurfurste efter faderns död 1608. Han förvärvade samma år administratorsskapet i hertigdömet Preussen efter sin far, som sedan 1603 styrt i Preussen under hertigen Albrekt Fredriks sinnessjukdom. Han blev även medregerande hertig och fick sin arvsrätt till hertigtiteln bekräftad av den polske kungen Sigismund III Vasa 1612, mot en större penningsumma och mot att katolikernas rättigheter i Königsberg skyddades. Genom denna personalunion av Brandenburg-Preussen kom kurfurstarna att styra över ett stort territorium som sedermera ombildades till kungadömet Preussen 1701.
Anna hade även anspråk på det Jülichska arvet, vilket blev aktuellt efter den siste hertigens död 1609, då det jülichska tronföljdskriget utbröt. Genom fördraget i Xanten delades arvet mellan Brandenburg och Pfalz-Neuburg 1614. Hertigdömet Kleve, grevskapet Mark och grevskapet Ravensberg tillföll Brandenburg, men då kejsaren inte erkände Brandenburgs arvsrätt erkändes inte Johan Sigismund formellt som hertig och riksfurste av Jülich-Kleve-Berg, utan titeln övergick istället till den pfalziska grevefamiljen.
Av religiös övertygelse, men även för att vinna Nederländernas hjälp i sin kamp, övergick han 1613 till den reformerta läran, men hans försök att sammansmälta lutherdomen och kalvinismen strandade på undersåtarnas motstånd. Kalvinismen kom att bli spridd vid hovet, så att många högadliga och ämbetsmän blev kalvinister, medan huvuddelen av folket förblev lutheraner. 1614 påbjöd Johan Sigismund att befolkningen skulle konvertera till kalvinismen enligt principen om Cuius regio, eius religio ("den vars rike det är, dens religion"). Johan Sigismunds hustru, den viljestarka och inflytelserika kurfurstinnan Anna, kom dock att hålla fast vid den lutherska gudstjänstordningen, vilket bidrog till att legitimera de folkliga protesterna mot kalvinismen, och 1615 beslutades att Brandenburg-Preussen i fortsättningen skulle tillåta både kalvinismen och lutherdomen.
Johan Sigismund drabbades av ett slaganfall hösten 1617 och blev successivt sämre under följande år. 1619, strax före sin död, överlämnade han regeringen till sin son kurprinsen Georg Vilhelm. Johan Sigismund är begravd i Hohenzollernkryptan under Berliner Dom.

## Eftermäle
Johan Sigismund ses i den tyska historieskrivningen som en svag härskare, som inte visade större intresse eller talang för regerandet och hade svårt att genomdriva sina beslut. Trots detta kom han genom sitt arrangerade äktenskap med Anna av Preussen att utöka Brandenburgs territorium med Preussen och Kleve. Hans tillåtande av både Lutherdomen och Kalvinismen kom också att starkt påverka Protestantismens vidare utveckling i norra Tyskland.

## Familj
Johan Sigismund var gift från 1594 till sin död med Anna av Preussen (1576–1625). Paret fick åtta barn, av vilka fem överlevde till vuxen ålder. Johan Sigismund och Anna grundade genom sitt äktenskap den Brandenburg-preussiska regerande grenen av huset Hohenzollern. Genom dottern Maria Eleonora blev han även morfar till drottning Kristina av Sverige.

### Barn
1. Georg Vilhelm (1595–1640), kurfurste av Brandenburg och hertig av Preussen från 1619 till sin död, gift med Elisabeth Charlotta av Pfalz 1616.
2. Anna Sofia (1598–1659), gift med hertig Fredrik Ulrik av Braunschweig-Wolfenbüttel.
3. Maria Eleonora (1599–1655), gift 1620 med den svenske kungen Gustav II Adolf och därigenom drottning av Sverige från giftermålet till hans död 1632 samt mor till den svenska drottningen Kristina.
4. Katarina (1602–1644), gift med furst Gábor Bethlen av Transsylvanien, efter dennes död regerande furstinna av Transsylvanien 1629–1630. Gift andra gången med Frans Karl av Sachsen-Lauenburg (1591–1660).
5. Joakim Sigismund (1603–1625), markgreve av Brandenburg, Johanniterriddare, herremästare av Sonnenburg.
6. Agnes (1606–1607)
7. Johan Fredrik (1607–1608)
8. Albrekt Kristian (1609–1609)

## Galleri

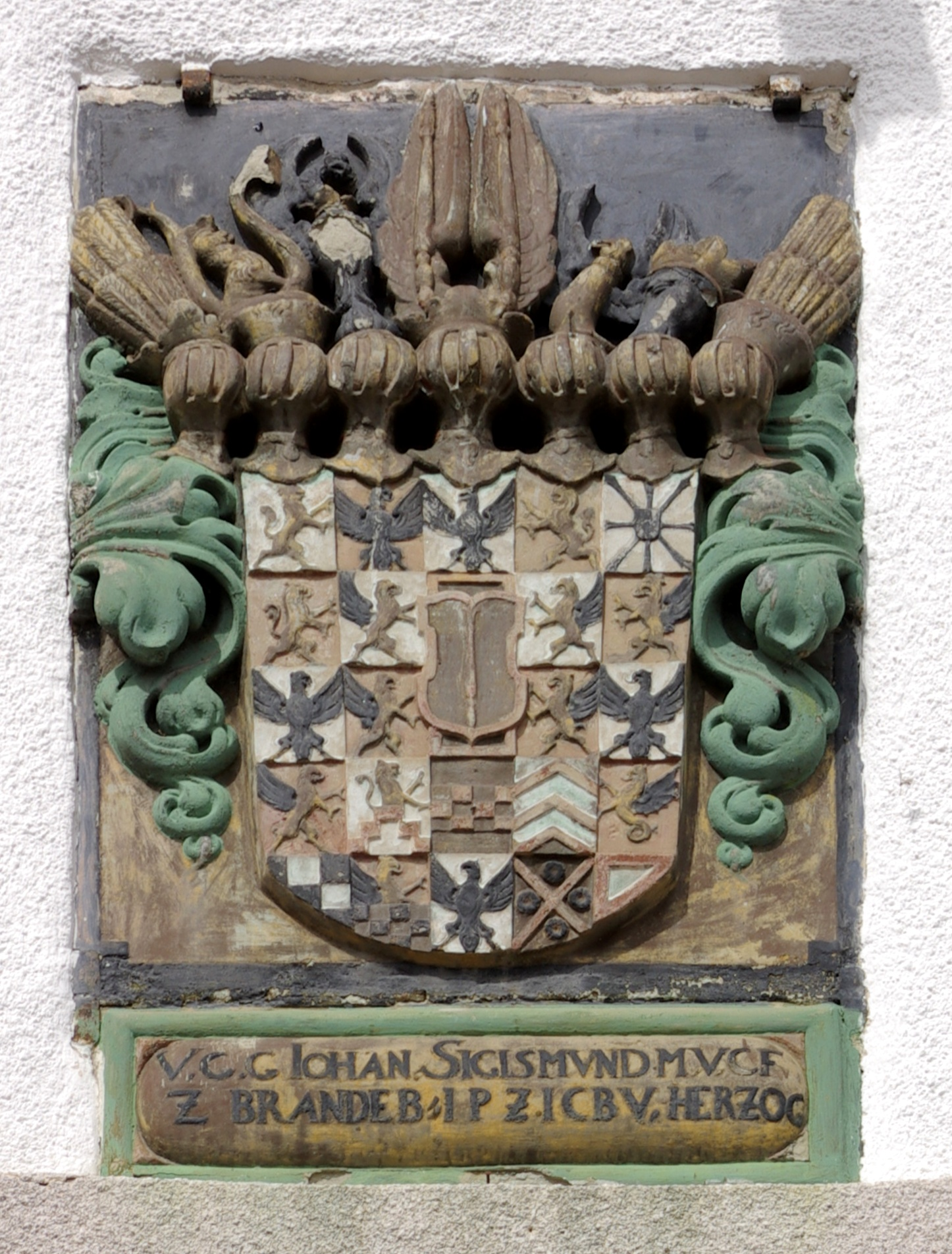
Johan Sigismunds vapen, avbildat på Srokowos rådhus.
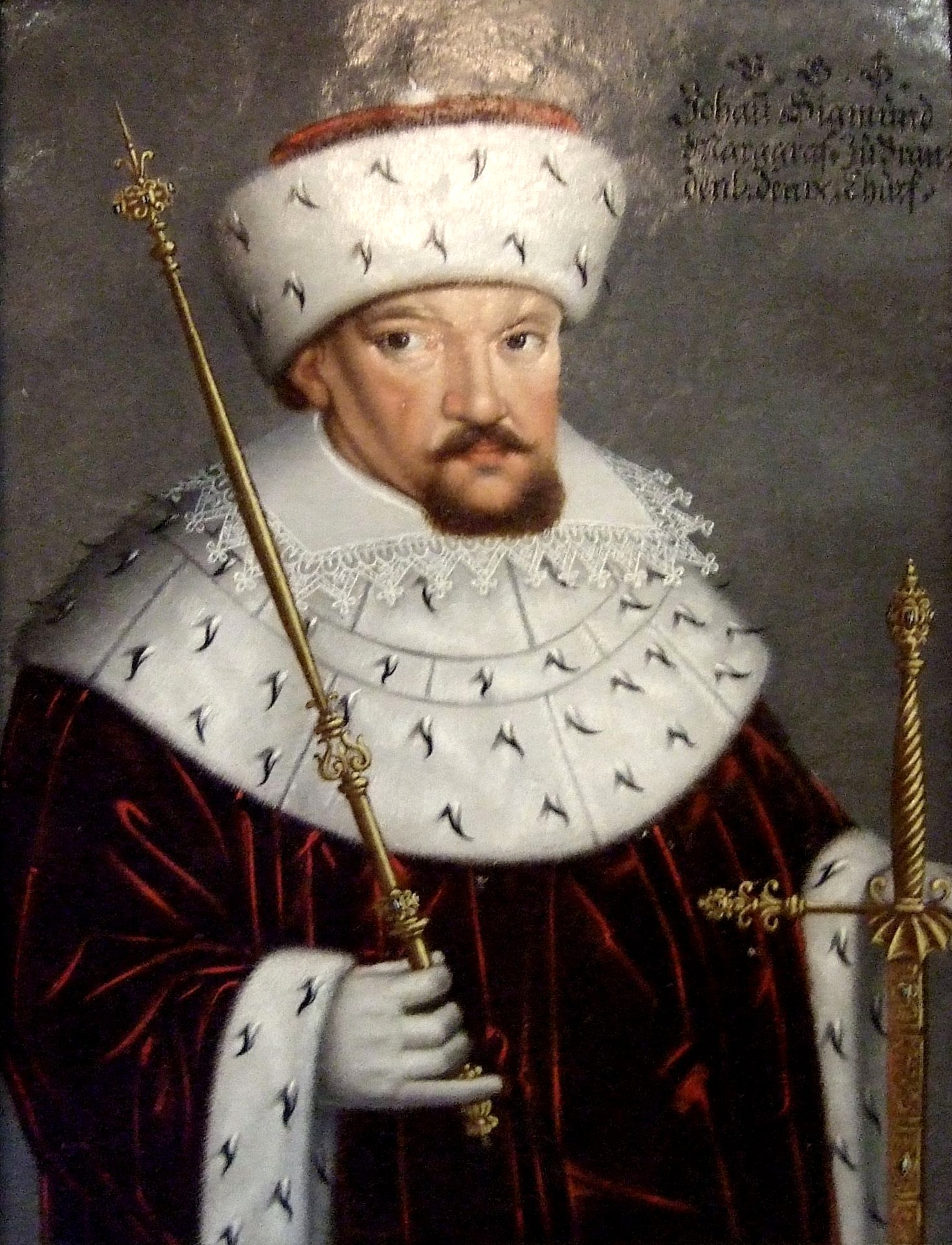
Johan Sigismund avbildad med Brandenburgs kurfurstliga spira och svärd.
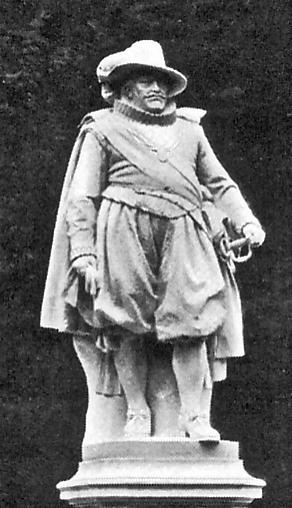
Staty av Johan Sigismund i Siegesallee, skulpterad av Peter Breuer, fotografi från 1901. Statyn är idag svårt skadad och finns i Zitadelle Spandau.